# Jean-Charles Pichon
 (mai 2025).
- Si vous ne connaissez pas le sujet, laissez ce bandeau (vous pouvez alors contacter les auteurs).
- Si vous supprimez le contenu mis en cause (vous pouvez préalablement contacter les auteurs),

argumentez précisément cette suppression dans la page de discussion
(un manque de référence n'est pas un argument ; une recherche réelle de référence doit avoir été effectuée, être formellement documentée).
 (novembre 2015).
 (mai 2025).
Il peut être nécessaire de l'améliorer pour respecter le principe de neutralité de point de vue. Veuillez consulter la page de discussion pour plus de détails.

Pour les articles homonymes, voir Pichon.
Jean-Charles Pichon, né le 14 août 1920 au Croisic et mort le 21 juin 2006 à Limoges, est écrivain, dramaturge, poète, scénariste, philosophe et mathématicien français.
Il s'intéresse à l'ésotérisme.
Il porta un regard critique sur l'histoire (son Saint Néron parut en 1962) et s'intéressa à la théorie du temps cyclique, en essayant grâce à cette théorie de déterminer à 2 150 années de distance les principaux événements à venir, soit la théorie / mythe de l'éternel retour.

## Biographie

### Enfance et formation
Jean Constant Charles Marie Pichon naît au Croisic le 14 août 1920.

### Carrière
Il se marie à France Guy le 22 avril 1941.
Il est directeur de la revue Prétexte en 1945.
En 1946, il organise un numéro des Cahiers de Paris sur la liberté, avec entre autres Hervé Bazin. À la fin 1949, il participe avec Bugat et Garry Davis à l’hebdomadaire Le Citoyen du Monde dont il sera le rédacteur en chef et l'un des chroniqueurs jusqu’en avril 1951. Un édito de Jean-Charles Pichon lui rend hommage lors de son départ du journal.
Sa pièce de théâtre L’Ouvrière d’amour sous le pseudonyme de Jean Noll, édité par Lucien Duloux, reçoit le Prix Ronsard en 1941[source secondaire souhaitée]. Quelques extraits de ses poèmes sont publiés dans Les Comptes Rendus de Berder de juin 2008.
En 1959, il écrit le scénario des Dragueurs,. La même année, il écrit le scénario du film La Tête contre les murs. Jean-Luc Godard appréciait particulièrement le scénario et les dialogues du film (Les Cahiers du Cinéma, no 90, 1958).
En 1960, il écrit le scénario du film La Main chaude.
Le 6 septembre 1960, il cosigne le Manifeste des 121.
En 1962, il publie Saint Néron.
Il s’intéresse à cette période à l’ésotérisme. Cette révélation débouchera quelques années plus tard sur la recherche d’une « machinerie » universelle, une sorte d’équation qui en définirait les règles. Sur ce thème, plusieurs ouvrages sont édités entre 1962 et 1973, ainsi que des articles, notamment Mythique et causalité édité dans la revue Esprit en 1971.
Le temps du Verseau en 1962, après un séjour dans un centre de conférences et d’études à Cap d’Ail où il rencontre Cocteau. Les cycles du retour éternel, 1963 ; Les témoins de l’Apocalypse, 1964 (ouvrage également fantastique) ; L’homme et les dieux, 1965. Un ouvrage assorti d'une frise écrit par Julien Debenat en 2022 reprendra les étapes de l'histoire cyclique.
En 1965, il écrit le scénario du film La corde au cou.
En 1966, il écrit Le Dieu du futur.
En 1968, il écrit Le Vatican Hier et aujourd'hui. Le livre est considéré comme « une image qui frappe par ses approximations, ses silences, ses certitudes, ses valeurs, voire ses facilités ou ses clichés. » par Emile Poulat.
En 1971, il publie Histoire des mythes. Le livre est réédité en 1991.
En 1973, il publie Vie et mort des structures mythiques.
À la demande de sa fille, Charlotte-Rita, il revient au théâtre en 1995, avec La Scandaleuse Élection, qui sera jouée au théâtre de l’Entre-texte, à Arles.

### Mort
Il meurt le 21 juin 2006.

## Travaux

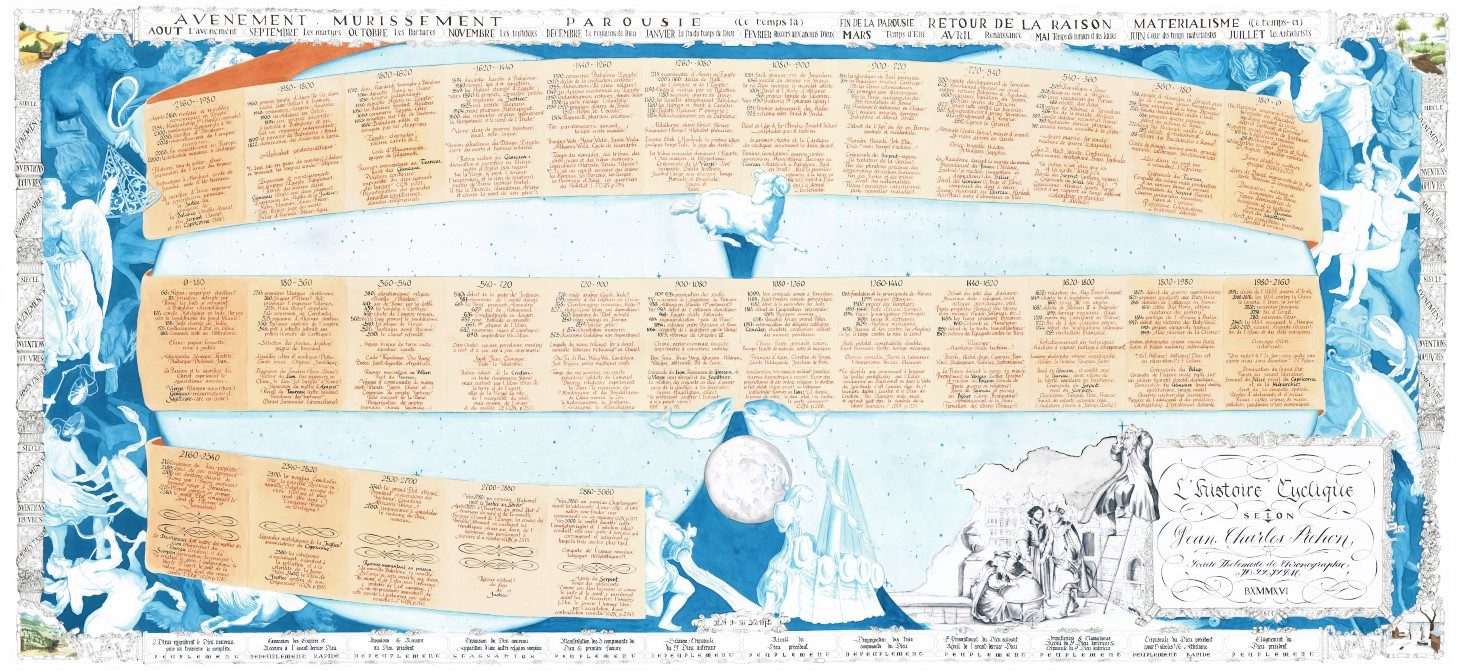
L'histoire cyclique selon Jean-Charles Pichon (frise réalisée par Julien Debenat and Cie).

### Ésotérisme
Jean-Chalres Pichon s'inspire d'auteurs comme Ezechiel, Platon, Lao-Tseu, La Kosmopoïa, Huysmans, Kant, Jung, Jarry, Roussel, Sepher Yetsira, Heidegger, Paracelse, Mallarmé, Teilhard de Chardin, Valéry, Dumézil, Potocki.
Ses ouvrages étudient le Graal, l’alchimie, ou l'Apocalypse.

#### Lamachine de l'éternité
Il développe le principe selon lequel le monde serait gérer par une « machine » où viennent mourir les dieux, et en naître d'autres. Il écirt deux ouvrages sur ce sujet : Le jeu de la réalité et Deux douze et un, écrit en 1974.
Outre Les litanies des dieux morts, recueil de poèmes ésotériques écrits en 1992 et publié en 2000, ainsi que Des poèmes choisis (une traduction des poèmes de John Heath Stubbs commandée en 1992 par l’IUT de Nantes, où il donna des cours) les écrits réalisés de 1986 à 2006 ne sont pas encore publiés, mais en cours d’édition[Quand ?].
- En 1974, L'anthologie ontologique, ouvrage important regroupant une partie autobiographique et philosophique sera publié en 2018 par PdT et OdS[31].

- De 1996 à la fin de sa vie, il entreprend sa dernière œuvre, une tentative pour cerner ce qu’il nomme «La Machine universelle». Un ensemble de textes sous le titre La question et le jeu, qu’il renommera Le rire du verseau. Plusieurs versions se succèdent, comportant sans cesse de nouveaux textes agencés selon des structures différentes. Certains de ces textes seront publiés dans la revue Les Portes de Thélème, notamment Un handicapé gare de Nantes qui sera également édité dans les Rencontres de Berder 2010[j 8], et commentés lors des Rencontres de Berder[32].

## Publications

### Autobiographies
- Jean-Charles Pichon, La Vie impossible, Grasset, 1946.
- Jean-Charles Pichon, Promenade, Les Lettres Nouvelles n° 41, 1956.
- Jean-Charles Pichon, L'Autobiographe, Grasset, coll. « Rien que la vie », 1956[j 9].
- Jean-Charles Pichon, Venise (notes de voyage), Les Lettres Nouvelles n° 60, Etabli de l'homme, 1958.
- L’Enfer bleu[j 10], 1958 ;
- Jean-Charles Pichon, May et le lion, Robert Laffont, 1966.
- Jean-Charles Pichon, Un homme en creux, Stock, 1973.
- Jean-Charles Pichon, La Terrasse du Dôme, Paris, Philippe Camby, 1982, 106 p. (ISBN 2-86710-000-3).
- Jean-Charles Pichon, Le Rêveur rêvé, Paris, Ed. E-dite, 2000, 160 p. (ISBN 2-84608-001-1).
- Jean-Charles Pichon, Reliefs ou le dernier journal, Paris, Ed. E-dite, 2009, 392 p. (ISBN 978-2-846-08244-0)

### Chroniques
- Jean-Charles Pichon, Chroniques d'un extra-terrestre, Miroir du Fantastique, 1968-1969, « 1-10 et 12 »

### Essais
- Jean-Charles Pichon, L'Éthique et les Images morales (4 fascicules), Prétextes, 1945.
- Jean-Charles Pichon, Pour servir à une apologie de l'engagement, Cahiers de Paris n° 46, 1947.
- Jean-Charles Pichon, Peut-on, doit-on avouer l'homme ?, Arguments avril-mai 1958, Etabli de l'homme, 1958.
- Jean-Charles Pichon, Luttes et jeux, Géralde, coll. « Grand Pavois », 1959.
- Jean-Charles Pichon, Nostradamus et le secret du temps, Paris, Productions de Paris ; Ed. E-dite, 1959, 166 p. (ISBN 2-84608-031-3)
- Jean-Charles Pichon, Le Temps du verseau (récit autobiographique)), Robert Laffont, 1962.
- Jean-Charles Pichon, Les Cycles du retour éternel : Le royaume et les prophètes, t. I (Essai ésotérique), Robert Laffont, 1963.
- Jean-Charles Pichon, Les Cycles du retour éternel : Les jours et les nuits du cosmos, t. II (Essai ésotérique), Robert Laffont, 1963.
- Jean-Charles Pichon, L'Homme et les Dieux : histoire thématique de l'humanité, Paris, Robert Laffont, 1969 ; Maisonneuve, 1986, 652 p. ; PdT et OdS, Limoges, 2019  (ISBN 978-2-38014-002-6)
- Jean-Charles Pichon, Le dieu du futur, E-dite, 2002 (ISBN 978-2-84608-067-5)
- Jean-Charles Pichon, Celui qui naît, E-dite, coll. « Le dieu du futur », 2002 (ISBN 978-2-84608-087-3)
- Jean-Charles Pichon, Histoire universelle des sectes et des sociétés secrètes, Lucien Souny, 1993 (ISBN 978-2-905262-70-7 et 978-2-905262-76-9)
- Jean-Charles Pichon, Histoire universelle des sectes et des sociétés secrètes : Les temps antiques, t. II, Limoges, Robert Laffont, 1969, 370 p.; Ed. Souny, 1993  (ISBN 2-905-262-70-2)
- Jean-Charles Pichon, Saint-Néron, E-dite, coll. « E-dite histoire », 2000 (ISBN 978-2-84608-005-7)
- Jean-Charles Pichon, Nostradamus en clair, Robert Laffont ; Ed. E-dite, 2002, 1970.
- Jean-Charles Pichon, Histoire des mythes, Paris, Petite Bibliothèque Payot, 1971, 320 p.; Ed. E-dite, 2002  (ISBN 2-84608-082-8)
- Jean-Charles Pichon, Mythique et causalité, Revue Esprit, avril 1971, 1971.
- Jean-Charles Pichon, La Vie des dieux : Les Dieux phénoménaux, t. I, Payot, 1972, 276 p..
- Jean-Charles Pichon, La Vie des dieux : Les Dieux humains, t. II, Payot, 1972, 246 p..
- Jean-Charles Pichon, La Vie des dieux : Les Dieux étrangers, t. III, Paris, Payot, 1972, 246 p. (ISBN 2-84608-002-X).
- Jean-Charles Pichon, Les Trente Années à venir révélées par l'histoire cyclique, J'ai lu, 1973, « A302 ».
- Jean-Charles Pichon, Vie et mort des structures mythiques, revue Liberté, 1973.
- Jean-Charles Pichon, La Genèse du Yi-King, Les Cahiers d'acupuncture, 1976.
- Jean-Charles Pichon, L’Islam dans le Coran, Paris, Cohérence, 1981, 168 p.; Ed. E-dite, 2002  (ISBN 2-84608-080-1)
- Jean-Charles Pichon, Le Jeu de la réalité : Les précis ridicules d'Ezéchiel à Jarry, t. I, Strasbourg, Cohérence, 1982, 208 p. (ISBN 2-903-657-03-3).
- Jean-Charles Pichon, Le Jeu de la réalité : La machine de l’éternité, t. II, Strasbourg, Cohérence, 1982, 250 p. (ISBN 2-903-657-04-1).
- Jean-Charles Pichon, La Règle du jeu, Cohérence, Sophôn, 1983.
- Jean-Charles Pichon, La Kabbale dénouée, Limoges/Paris/Paris, Cohérence, Sophôn,, 1983, 145 p.; Ed. PdT et OdS, 2020  (ISBN 978-2-38014-016-3)
- Jean-Charles Pichon (trad. Armel Guerne, commentaires de Jean-Charles Pichon), Les Prophéties de Paracelse, Ed. du Rocher, 1985, 126 p. (ISBN 2-268-00340-X).
- Jean-Charles Pichon, Une grande machine littéraire, Université Stendhal Grenoble III, Les Cahiers du G.E.R.F., 1990, chap. 3.
- Jean-Charles Pichon, Les Litanies des dieux morts : poèmes et proses, Paris, Ed. E-dite, 2000, 152 p. (ISBN 2-84608-011-9).
- Jean-Charles Pichon, Le Cri articulé : essai, Paris, Ed. E-dite, 2000, 252 p. (ISBN 2-84608-002-X).
- Jean-Charles Pichon, Reliefs ou le dernier journal, Paris, Ed. E-dite 392 p., 2009, 391 p. (ISBN 978-2-846-08244-0)
- Jean-Charles Pichon, Le Petit Métaphysicien illustré, Paris, Ed. Narceau MC, Ed. Œil du Sphinx et Les Portes de Thélème, 2013, 376 p. (ISBN 979-10-91506-20-5)
- Jean-Charles Pichon, Le Déménagement zodiacal et transports en tout genre, Paris, Ed. Œil du Sphinx, Les Portes de Thélème, 2016, 480 p. (ISBN 979-10-91506-48-9)
- Jean-Charles Pichon (ill. Silvanie Maghe), L'Ane qui a vendu son maître, il n'est pas de quatrième dimension, Paris/Limoges, Ed. Œil du Sphinx et Les Portes de Thélème, 2017, 138 p. (ISBN 979-10-91506-68-7)
- Jean-Charles Pichon (ill. Silvanie Maghe), Si la notion n'est pas maintenue : l'entrée au "Dépeupleur" fermé de Samuel Beckett et sa sortie, Paris/Limoges, Ed. Œil du Sphinx et Les Portes de Thélème, 2017, 80 p. (ISBN 979-10-91506-67-0)
- Jean-Charles Pichon, L'Anthologie ontologique, Limoges/Paris/Paris, Ed. Œil du Sphinx et Les Portes de Thélème, 2018, 608 p. (ISBN 979-10-91506-83-0)
- Jean-Charles Pichon, L'Anthologie ontologique, Annexes, Paris/Limoges/Paris, Ed. Œil du Sphinx et Les Portes de Thélème, 2018, 76 p. (ISBN 979-10-91506-93-9)
- Jean-Charles Pichon, Les Dialectiques Factrices dans le Graal et les alchimies, Limoges/Paris/impr. en Pologne, Ed. Œil du Sphinx et Les Portes de Thélème, 2021, 300 p. (ISBN 978-2-38014-033-0)

### Nouvelles
- Jean-Charles Pichon (sous le pseudonyme Mona Ockseoud), Quelqu’un venu d’ailleurs, Prétextes, 1945.
- Jean-Charles Pichon, Jadis une ville, Etabli de l'homme, 1945.
- Jean-Charles Pichon (sous le pseudo de Mona Ockseout), Le Premier Amour, Gaudebert, 1946.
- Jean-Charles Pichon (sous le pseudo de Jean Capé), La Fin de la terre, Gaudebert, coll. « Ellen », 1946.
- Jean-Charles Pichon (sous le pseudo de Jean Desnouelles)), Valentin et son démon, Gaudebert, 1946.
- Jean-Charles Pichon, L’Ombre, Caliban, Quartier Latin, 1947.
- Jean-Charles Pichon, Tenace ami, Lettres Nouvelles n° 21, Etabli de l'homme, 1954.
- Jean-Charles Pichon, L’Enfer bleu, Les Lettres Nouvelles n° 62, Etabli de l'homme, 1958.
- Jean-Charles Pichon, Les Rayures d’ombres, Julliard, Nouvelles 3, Etabli de l'homme, 1958.
- Jean-Charles Pichon, Dieu n’a pas de mémoire, Fiction n°76, 1960.
- Jean-Charles Pichon, Perfidies-blues, Fiction n° 95, 1961.
- Jean-Charles Pichon, La Machine, Fiction spécial n°4, 1963.
- Jean-Charles Pichon, Un poète, Etabli de l'homme, 1966.
- Jean-Charles Pichon, Un amour absorbant, Fiction Spécial 12, 1967.
- Jean-Charles Pichon, Feuilleton, Etabli de l'homme, 1982.

### Romans
- Jean-Charles Pichon, L'Epreuve de Mammon, Grasset, 1947.
- Jean-Charles Pichon, La Liberté de décembre, Ariane, 1947, Prix de La Liberté
- Jean-Charles Pichon (sous le pseudo de Jean Desrouelles), Mortes en camping, Sepe, 1949.
- Jean-Charles Pichon, Il faut que je tue M. Rumann, Corrêa, 1950, Prix Sainte-Beuve
- Jean-Charles Pichon, Ceci est mon corps (9 hors-texte de Michèle Michaux), Orphée, 1950.
- Jean-Charles Pichon, La Loutre, Corrêa, 1951.
- Jean-Charles Pichon, Le Juge, Corrêa, 1952.
- Jean-Charles Pichon, Sérum et Cie, Corrêa, 1952.
- Jean-Charles Pichon, Les Clés et la Prison, Stock, 1954, Grand Prix du roman 1955 de La Société des Gens de Lettres (SGDL)
- Jean-Charles Pichon, La Soif et la Mesure, Stock, 1955.
- Jean-Charles Pichon, L'Abondance du cœur, Amiot-Dumont, 1955.
- Jean-Charles Pichon (en collaboration avec Willy de Spens), A corps et à cris, Ed. de Paris, Série Blonde, 1956.
- Jean-Charles Pichon (en collaboration avec Noëlle Fougères [Loriot]), Tambour battant, Ed. de Paris, Série Blonde, 1956 (Biographie du comédien Robert Dalban)
- Jean-Charles Pichon (sous le pseudo de Pascal Pieta-Ghitte, anagramme de Pastiche et Plagiat), Le Bien du prochain, Corréa Buchet-Chastel, 1957.
- Jean-Charles Pichon, Joseph Maldonna, Calmann-Lévy, 1961.
- Jean-Charles Pichon, Les Témoins de l’Apocalypse, Paris, Robert Laffont, 1964, 226 p.; Edit. E-dite, 2016,  (ISBN 979-10-91506-47-2)
- Jean-Charles Pichon, Borille, Grasset, 1966.
- Jean-Charles Pichon, Le Fonctionnaire déplacé : un récit d'outre-tombe, Paris, Ed. E-dite, 2001, 220 p. (ISBN 2-84608-066-6).
- Jean-Charles Pichon, Le Jeu de Bès, Paris, Ed. E-dite, 2001, 240 p. (ISBN 2-84608-041-0).
- Jean-Charles Pichon, L’Objet volant identifié, Paris, Ed. E-dite, 2003, 156 p. (ISBN 2-84608-099-2).
- Jean-Charles Pichon, Le Retour à la ville : une fable de l'avenir, Paris, Ed. E-dite, 2004, 308 p. (ISBN 2-84608-124-7).
- Jean-Charles Pichon, La Folie Merlin, Paris, Ed. E-dite, 2006, 254 p. (ISBN 2-84608-184-0).

### Traductions
- Cecily Mackworth (trad. Jean-Charles Pichon), Les Ombres vertes du printemps, 1954.
- Oronso Ingrosso (trad. Jean-Charles Pichon), Préface, Poeti e prosatori contemporanei, 1963.
- John Heath-Stubbs (trad. Jean-Charles Pichon), Poèmes choisis, IUT Nantes, 1992.

### Œuvres traduites
- (es) Jean-Charles Pichon, L Hombre y los Dioses, editorial Briguera, 1970.
- Jean-Charles Pichon, Istoria universal de las sectas y sociedas secretas, Editorial Bruguera, 1971.
- Jean-Charles Pichon, Nostradamus prorocanstva, Stvarnost, Zagreb, 1971.
- (es) Jean-Charles Pichon, Nostradamus descifrado, Plaza & Janes, 1972.
- (es) Jean-Charles Pichon, Historia de los Mitos, Martinez Roca, La Otra Cienca, 1977.

### Pièces de théâtre
- Monsieur de Charrette, Redon, 1941 ;
- L’enfant et les vieillards, 1 acte, Nantes, 1945 ;
- Le pain des hommes, 3 actes, théâtre des Noctambules, 1941 ;
- La dame d’Avignon, 2 tableaux. théâtre Mouffetard, 1949 ;
- La figue rouge, 4 actes, théâtre du Vieux-Colombier, 1950 ;
- Le héros sans armure, théâtre Mouffetard, 1951 ;
- Mort au comptant, 3 actes, théâtre de Poche, 1951[33] ;
- La bassinoire, enregistrée pour la radio[34][source insuffisante].

### Poésie
450 poèmes ont été recensés, écrits dans leur majeure partie entre 1945 et 1951, dont certains ont été publiés dans diverses revues et plaquettes :
- Les poètes de la vie[35] (Corréa 1945) ;
- Points et contrepoints[36].

### Télévision et radio
- Les clés et la prison en 1953 et 1954 ;
- La soif et la mesure en 1955 ;
- L'Autobiographe en 1956[37],[38] ;
- Le royaume et les prophètes en 1963[39] ;
- Nostradamus en 1970 ;
- Un homme en creux en 1973.

Ces émissions sont consultables à l'Institut National de l'Audiovisuel.

### Filmographie
- 1959 : La Tête contre les murs (d'après le roman d'Hervé Bazin) de Franju et Mocky : dialogues du film
- 1959 : Les Dragueurs de Jean-Pierre Mocky : dialogues et adaptation du film
- 1959 : La Main chaude de Gérard Oury : scénario, adaptation et dialogues et auteur des paroles de la chanson
- 1965 : La Corde au cou de Joseph Lisbona : scénario et dialogues du film

### Romans

#### Principaux romans
Ses premiers romans sont à forte connotation autobiographique.
- La Liberté de décembre (1947) qui reçoit le prix de la Liberté, puis en 1950, Il faut que je tue M. Rumann[41] qui recevra le Prix Sainte-Beuve.
- La Loutre, en 1951[42]. Le Juge l’année suivante.
- Le Livre de la colère et Les anges ne jouent pas aux échecs, seront repris avec Sam le fils du soleil pour donner sous sa forme définitive Sérum & Cie, publié en 1952[43]. Sans doute, de l’avis de l’auteur lui-même, son roman le plus abouti.
- Les Clés et la Prison[44], écrit en 1953, est édité en 1954 et obtient en 1955 le Grand Prix du roman 1955 de la Société des Gens de Lettres (SGDL)[45].
- Je ne veux pas mourir publié en 1955 sous le titre La Soif et la Mesure. L’Abondance du cœur paraît en 1955[46]. Il écrit une série de nouvelles qui seront regroupées sous le nom 7 femmes et la nuit (dont trois seulement seront publiées).
- En 1961, paraît le dernier de ses romans, Joseph Maldonna[47].

#### Fantastique
- Divers textes de science-fiction sont édités : chez Julliard, une nouvelle fantastique les Rayures d’ombre (déjà ébauchée en 1954), L’enfer bleu dans Les Lettres nouvelles[j 11], et un article sur la science-fiction Science-fiction ou réalisme irrationnel paru dans la revue Europe[j 12].
- Sous le pseudonyme Mona Ockseout, il publie Quelqu'un venu d'ailleurs en 1945[j 13], puis sous le pseudonyme Jean Capé : La fin de la terre en 1946[j 14].
- La revue Fiction lui publie plusieurs nouvelles : Dieu n’a pas de mémoire paraît en mars 1960[j 15] et Perfidies blues en 1961[j 16], puis il y aura La Machine  en 1963[j 17] et Un amour absorbant en 1967[j 18].
- En 1964, Les Témoins de l’Apocalypse, qui sera réédité en 2016[j 19]
- En 1966, Borille.
- Sous le pseudonyme Ganymède, il écrit Chroniques d’un extra-terrestre dans la revue Le Miroir du fantastique (no 1-10 et 12 en 1968 et 1969).
- En 1969 est publié en espagnol un article cosigné par H. Juin et C. Dobzynski : Science-Fiction : de Verne à Bradbury, Coleccion Estar al dia Carlos Pérez Editor
- Le retour à Nantes, en 1969, lui suscite un ouvrage fantastique Le Retour à la ville qu’il finira en 1971 et qui ne sera édité qu’en 2004.
- Le Jeu de Bès, une fiction écrite en 1973, ne sera publié qu’en 2001.
- Il termine L’Objet volant identifié en 1976 et sera publié en 2003.
- Le Fonctionnaire déplacé écrit en 1978, ne sera édité qu'en 2001.
- La Folie Merlin écrit en 1986 ne sera édité qu'en 2006.

#### Les romans "historiques"
Trois ouvrages préfigurent ses thèses sur l'histoire cyclique :
- Ceci est mon corps, texte évangélique sur Jésus Christ, sera publié à compte d'auteur en 1950.
- Nostradamus et le secret des temps en 1959.
- Saint Néron en 1962.

## Postérité

### Les conférences et les entretiens
Plusieurs heures d’entretiens ont été enregistrées en vidéo ou en audio depuis 1980. Il s’agit d’entretiens avec Pierre-Jean et Jean-Paul Debenat, Lauric Guillaud, Jean-Marie Lepeltier, Alain Le Goff, ou bien de conférences.
Par ailleurs, des émissions radiophoniques ont traité d'ouvrages de Jean-Charles Pichon entre 1950 et 1973. L'Institut national de l"audiovisuel en a gardé quelques traces.